# ミシシッピ大学
ミシシッピ大学（英語: University of Mississippi）は、アメリカ合衆国ミシシッピ州オックスフォードに本部を置く州立大学である。1848年に設置された。愛称は「Ole Miss」（古き良きミシシッピ）。

## 概要
ミシシッピ州を代表する州立大学であり、旗艦校に位置付けられている。アメリカの大学ランキングでは常に上位にランクされている 。
ミシシッピ大学の卒業生は同州内でパワーエリートとされており、連邦上院議員、連邦下院議員、州議会上院、州議会下院、市長、判事などの多くがこの大学の卒業生である。
1844年に州議会で設置が決定され、1848年に開学。1882年に共学となる。
ミシシッピ州で初めて設立された公立大学で、南部では最も早期に女子学生を受け入れ、女性教員を採用したことで知られる。
1962年6月、大学校内では暴動（英語: Ole Miss riot of 1962、「ミシシッピ大学（Ole Miss）暴動（1962年）」、メレディス事件）が起き、ジョン・F・ケネディ大統領の要請で連邦軍が派遣される事態に達した。暴動でフランス人ジャーナリストを含む2名が死亡、48名の兵士、30人の連邦保安官が銃で負傷した。

## キャンパス
ミシシッピ大学は人口約2万6千人のオックスフォード市にメインキャンパスを構え、キャンパス内には約20の研究所が点在する。その他に4つのキャンパス（ブーンズビル, グレナダ, テューペロ, サウスヘイブン）を併せ持つ。
オックスフォードのメインキャンパスは全米でも指折りの安全なキャンパスとしてランクされている。
医学部(University of Mississippi Medical Center)を中心とした医学教育は州都のジャクソンキャンパスに多くが所在する。
州北部にトヨタ自動車の工場があることもあり 、キャンパス内には日本語補習校が開設されている。
キャンパスには6万人収容のフットボール競技場、ヴォー・ヘミングウェイスタジアムをはじめとした大学スポーツ施設も点在する。

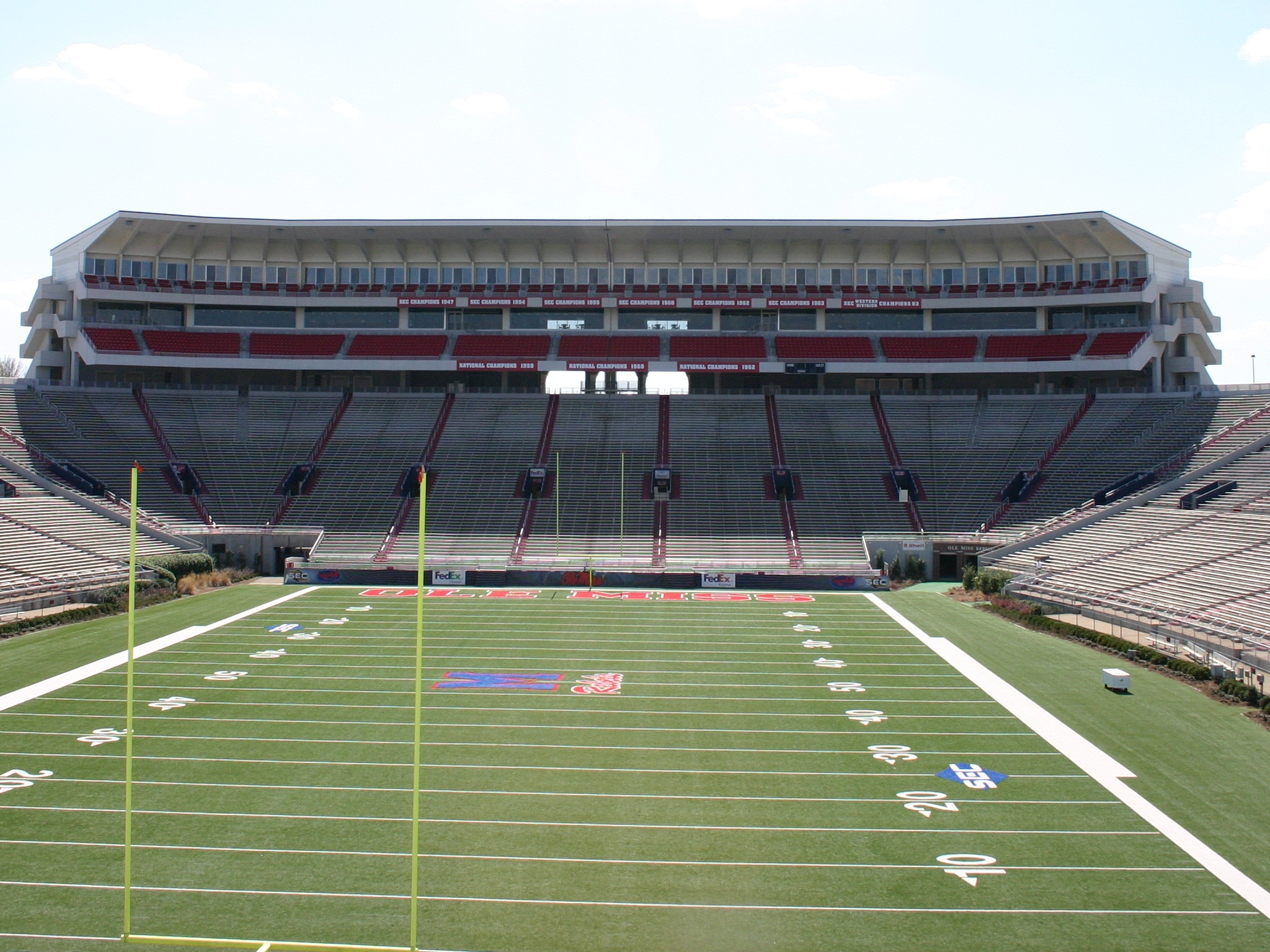
ヴォー・ヘミングウェイスタジアム

## 学部構成
法化学プログラムが全米トップ15に選ばれているのをはじめ、上位のランキングをもつプログラムがいくつかある。
- 会計学部 (School of Accountancy)
- 応用科学部 (School of Applied Sciences)
- 経営学部 (School of Business Administration)
- 教育学部 (School of Education)
- 工学部 (School of Engineering)
- ジャーナリズム&メディア学部 (School of Journalism and New Media)
- 法学部 (School of Law)
- 薬学部 (School of Pharmacy)
- リベラルアーツ学部 (College of Liberal Arts)
- 大学院 (Graduate School)

以下の各学部は州都ジャクソンに所在する。
- 歯学部 (School of Dentistry)
- 衛生管理学部 (School of Health Related Professions)
- 医学部 (School of Medicine)
- 看護学部 (School of Nursing)
- 高等医科学部 (School of Graduate Sciences in Health Sciences)

## スポーツ
全米大学体育協会（NCAA）サウスイースタン・カンファレンス一部リーグに所属しており、オールミス・レベルズ（Ole Miss Rebels）の名称で知られている。特にフットボールは後のスーパーボウルのQBとなったイーライ・マニング、その父のアーチー・マニングを輩出した超名門チームを有する。

## 主な卒業生・在籍者
- マヘシュ・ブパシ - テニス選手
- アレックス・プレスリー - MLB選手
- ジム・ダナウェイ - NFL選手
- アーチー・マニング - NFL選手
- イーライ・マニング - NFL選手
- マイケル・オアー - NFL選手
- ウィリアム・フォークナー - ノーベル文学賞作家、在学経験あり
- ケイト・ジャクソン - 女優、在学経験あり
- ジョン・グリシャム - 作家、ロースクール出身
- トレント・ロット - 政治家、元上院議員
- ロジャー・ウィッカー - 政治家、上院議員
- ジェームズ・メレディス - アフリカ系アメリカ人で初めて同大学に入学

## 国外の主な提携校
ミシシッピ大学は国外の60以上の大学と提携を結んでおり、その中には以下の大学が含まれる。
- 中央大学
- 青山学院大学
- 関西外国語大学
- 大阪学院大学
- 立命館大学
- 上智大学
- 神戸学院大学

- バンコク大学
- 高麗大学
- 北京語言大学
- 南京大学

- レディング大学
- エセックス大学
- エディンバラ大学
- ダンディー大学

- ケルン大学
- ポツダム大学